# Brunkebergstorg
Brunkebergstorg er et torv i bydelen Norrmalm i Stockholm centrum. Torcet var i 1800-tallet omkranset af fashonable boliger, men i begyndelsen af 1900-tallet blev mange bygninger revet ned eller ombygget for i stedet at blive til kontorer, og det blev et af Norrmalms kommercielle områder. Under Norrmalmsreguleringen af Klara-kvarteret i 1960'erne blev der nedrevet en del ældre bygninger omkring torget. I dag domineres torvet af finansielle institutioner som Riksbankshuset.
Fra 1857 til 1953 stod Stortorgsbrunnen på Brunkebergstorget, og den fik derfor navnet Brunkebergspumpen. Den blev herefter flyttet tilbage til Stortorget.